# Бассинга, Абубакар
Абубакар Бассинга (англ. Aboubacar Bassinga; род. 13 июля 2005, Абиджан) — ивуарийский футболист, полузащитник клуба «Лас-Пальмас».

## Карьера
Родился в Абиджане, крупнейшем городе Кот-д’Ивуара. В возрасте 14 лет покинул родной город, на лодке отправившись во Францию к своему дяде. Задержан пограничными службами 13 февраля 2020 года на испанском острове Гран-Канария в качестве несовершеннолетнего иностранца без сопровождения взрослых. Имея навыки игры в футбол и благодаря введённым на территории Испании социальным программам, в том же году оказался в академии футбольного клуба «Лас-Пальмас». Был первым игроком в клубе, появившимся таким образом. Принимать участие в официальных соревнованиях смог только при достижении 18 лет.
Летом 2024 года был включён в состав основной клуба для подготовки к новому сезону. 16 августа 2024 года дебютировал в Ла Лиге, выйдя на замену на 87-й минуте вместо Альберто Молейро в поединке первого тура против «Севильи».. Это была шестая замена в матче, разрешённая с сезона 2024/2025 при получении одним из игроков команды травмы головы.